# Унімодулярна матриця
Унімодулярна матриця M — цілочисельна матриця з визначником, що дорівнює +1 або −1. Тотожне визначення, це цілочисельна матриця оборотна над цілими, тобто існує цілочисельна матриця N, яка є її оберненою. Отже, кожне рівняння Mx = b, де M і b цілочисельні, і M унімодулярна, має цілочисельний розв'язок. Унімодулярні матриці порядку n утворюють групу, яка позначається {\displaystyle GL_{n}(\mathbb {Z} )}.

## Приклади унімодулярних матриць
Унімодулярні матриці з підгрупи загальної лінійної групи щодо множення матриць, тобто наступні матриці є унімодулярними:
- Одинична матриця
- Обернена від унімодулярної матриці
- Добуток двох унімодулярних матриць

Далі:
- Добуток Кронекера двох унімодулярних матриць також унімодулярний. Це випливає з

{\displaystyle \det(A\otimes B)=(\det A)^{q}(\det B)^{p},}
де p і q розміри A і B, відповідно.
Конкретні приклади:
- Симплектична матриця
- Матриця Паскаля
- Матриця перестановки
- три матриці перетворень тримісного дерева примітивних тріад Піфагора
- матриця обмежень Задачі про призначення

## Повна унімодулярність
Повністю унімодулярна матриця 
(ПУ матриця) — матриця, якщо всі її мінори приймають значення з множини {-1, 0, +1}. Інакше, будь-яка її невироджена квадратна підматриця унімодулярна. З визначення виходить, що всі елементи такої матриці це 0, +1 або −1. 
Повністю унімодулярні матриці надзвичайно важливі в поліедральній комбінаторіці та комбінаторній оптимізації, бо вони надають швидкий спосіб перевірки лінійної програми на цілочисельність (наявність цілочисельного оптимуму, коли оптимум існує). Конкретно, якщо A це ПУ і b це цілочисельний вектор, тоді лінійні програми такої форми {\displaystyle \{\min cx\mid Ax=b,x\geq 0\}} або {\displaystyle \{\max cx\mid Ax\geq b\}} мають цілочисельний оптимум для будь-якого c. Отже, якщо A повністю унімодулярна і b цілочисельний вектор, кожен екстремум області досяжності (наприклад {\displaystyle \{x\mid Ax\geq b\}}) є цілочисельним, отже область досяжності утворює цілочисельний багатогранник.